# Кендейл-Лейкс
Кендейл-Лейкс (англ. Kendale Lakes) — статистически обособленная местность, расположенная в округе Майами-Дейд (штат Флорида, США) с населением в 56 901 человек по статистическим данным переписи 2000 года.

## География
По данным Бюро переписи населения США статистически обособленная местность Кендейл-Лейкс имеет общую площадь в 22,27 квадратных километров, из которых 21,24 кв. километров занимает земля и 1,04 кв. километров — вода. Площадь водных ресурсов округа составляет 4,67 % от всей его площади.
Статистически обособленная местность Кендейл-Лейкс расположена на высоте 1 м над уровнем моря.

## Демография
| Год переписи        | Нас.  |  | %±    |
| ------------------- | ----- |  | ----- |
| 1980                | 32789 |  | —     |
| 1990                | 48524 |  | 48%   |
| 2000                | 56901 |  | 17,3% |
| 1980–2000 Источник: |       |  |       |

По данным переписи населения 2000 года в Кендейл-Лейкс проживало 56 901 человек, 14 988 семей, насчитывалось 18 080 домашних хозяйств и 18 656 жилых домов. Средняя плотность населения составляла около 2555,05 человек на один квадратный километр. Расовый состав населённого пункта распределился следующим образом: 86,98 % белых, 2,31 % — чёрных или афроамериканцев, 0,13 % — коренных американцев, 1,90 % — азиатов, 0,02 % — выходцев с тихоокеанских островов, 3,59 % — представителей смешанных рас, 5,07 % — других народностей. Испаноговорящие составили 76,58 % от всех жителей статистически обособленной местности.
Из 18080 домашних хозяйств в 42,1 % воспитывали детей в возрасте до 18 лет, 60,6 % представляли собой совместно проживающие супружеские пары, в 17,3 % семей женщины проживали без мужей, 17,1 % не имели семей. 13,3 % от общего числа семей на момент переписи жили самостоятельно, при этом 4,8 % составили одинокие пожилые люди в возрасте 65 лет и старше. Средний размер домашнего хозяйства составил 3,13 человек, а средний размер семьи — 3,40 человек.
Население статистически обособленной местности по возрастному диапазону по данным переписи 2000 года распределилось следующим образом: 25,6 % — жители младше 18 лет, 9,2 % — между 18 и 24 годами, 31,0 % — от 25 до 44 лет, 23,0 % — от 45 до 64 лет и 11,3 % — в возрасте 65 лет и старше. Средний возраст жителей составил 36 лет. На каждые 100 женщин в Кендейл-Лейкс приходилось 89,6 мужчин, при этом на каждые сто женщин 18 лет и старше приходилось 84,2 мужчин также старше 18 лет.
Средний доход на одно домашнее хозяйство статистически обособленной местности составил 44 156 долларов США, а средний доход на одну семью — 46 001 доллар. При этом мужчины имели средний доход в 30 754 доллара США в год против 26 134 доллара среднегодового дохода у женщин. Доход на душу населения статистически обособленной местности составил 44 156 долларов в год. 8,7 % от всего числа семей в населённом пункте и 10,3 % от всей численности населения находилось на момент переписи населения за чертой бедности, при этом 12,8 % из них были моложе 18 лет и 10,5 % — в возрасте 65 лет и старше.